# 白詰草 (豐崎愛生單曲)
「白詰草」（シロツメクサ）是豊崎愛生第6張單曲。2012年5月23日由Music Ray'n發售。

## 概要
與前作「music」相隔約4個月發售的作品亦是2012年的第1張單曲。初回限定盤有標題曲的PV收錄DVD。

## 收錄曲
CD
1. シロツメクサ [4:46]
作詞：千葉はな、作曲：市川和則、編曲：塚本亮
2. リンゴのせい [3:34]
作詞：工藤順子、作曲・編曲：小西昭次郎
3. シロツメクサ（Instrumental）

DVD（只限初回限定盤）
1. シロツメクサ Music Clip
2. シロツメクサ TV spot（15sec+30sec）

## 外部連結
- 日本索尼音樂娛樂介紹網頁
  - 初回限定盤 （页面存档备份，存于）
  - 通常盤 （页面存档备份，存于）